# Sopotnica
Sopotnica es un pueblo ubicado en la municipalidad de Kakanj, en el cantón de Zenica-Doboj, Bosnia y Herzegovina.

## Superficie
Posee una superficie de 7,36 kilómetros cuadrados.

## Demografía
Hasta 2013 la población era de 616 habitantes, con una densidad de población de 83,6 habitantes por kilómetro cuadrado.